# U. S. Steel Košice
U. S. Steel Košice, s.r.o. (dawniej Východoslovenské železiarne) – największa słowacka huta stali znajdująca się w Koszycach w dzielnicy Šaca.
Na budowę huty w tym miejscu zdecydowano się w 1959 r. Budowa trwała 5 lat i zakończyła się w 1965 r. W listopadzie 2000 zadłużona huta została przejęta przez amerykańską korporację U.S. Steel. W chwili przejmowania U. S. Steel Košice miała 425 mln $ długów i produkowała 3,6 mln ton stali. W 2007 roku uruchomiono cynkownię.
Obecnie jest to największa huta w Centralnej Europie. Obsługuje firmy z wielu branż są to: branża automotive (Volkswagen, Skoda, Dacia, Fiat, FCA czy Audi), AGD (Whirpool, Gorenje, Samsung czy Mora), producentów opakowań (Tricium packing, Canpack i inni), branży energetycznej (Siemens, Bosch, embras, ABB), konstrukcyjnej (kingspan, korad i inni) i centra serwisowe (raven, tesco steel i inni). Według informacji zawartej na stronie internetowej huty produkcja łączna wynosi 3,99 miliona ton stali rocznie. Posiada 3 wielkie piece. Przychody huty wynoszą 3,76 miliardy euro, zaś zatrudnia 7712 pracowników Obecnie trwa przestój pieca nr 2, czyli spadek produkcji o 15%, Wiąże się to ze spadkiem popytu na stal w Europie. Może mieć to związek np. z kryzysem branży automotive. Firma liczy na nowe możliwości produkcyjne jakie może dać współpraca pomiędzy spółką matką z Nippon Steal